# Polyommatus virgilia
Polyommatus virgilia is een vlinder uit de familie Lycaenidae. De wetenschappelijke naam is gepubliceerd in 1910 door Otto Oberthür.

## Taxonomie
Deze soort wordt door sommige auteurs als een ondersoort van Polyommatus dolus (Hübner, 1823) beschouwd.

## Verspreiding
De soort komt voor in Italië.

## Waardplanten
De rups leeft op Esparcette (Onobrychis viciifolia).